# Igarka
Igarka (Russisch: Игарка, Igarka) is een Russische stad in het district Toeroechanski van de kraj Krasnojarsk op 163 kilometer ten noorden van de noordelijke poolcirkel en 1779 kilometer ten noorden van Krasnojarsk in een gebied met permafrost. Ook ligt het op 673 kilometer van de monding van de Jenisej.

## Geografie

### Klimaat
| Maand                            | jan   | feb   | mrt   | apr   | mei   | jun  | jul  | aug  | sep   | okt   | nov   | dec   | Jaar  |
| -------------------------------- | ----- | ----- | ----- | ----- | ----- | ---- | ---- | ---- | ----- | ----- | ----- | ----- | ----- |
| Hoogste maximum (°C)             | 1,2   | 0,7   | 7,2   | 13,3  | 27,8  | 33,6 | 34,0 | 29,4 | 24,8  | 14,6  | 2,5   | 0     | 34,0  |
| Gemiddeld maximum (°C)           | −22,9 | −20,5 | −11,5 | −3,9  | 3,8   | 15,8 | 21,1 | 17,0 | 8,9   | −2,9  | −16,2 | −20,7 | −2,7  |
| Gemiddelde temperatuur (°C)      | −27,2 | −25,1 | −17,3 | −10,0 | −0,7  | 10,7 | 16,0 | 12,6 | 5,5   | −6,0  | −20,2 | −24,8 | −7,2  |
| Gemiddeld minimum (°C)           | −31,4 | −29,6 | −23,1 | −16,1 | −5,2  | 5,6  | 10,8 | 8,1  | 2,2   | −9,1  | −24,2 | −28,9 | −11,7 |
| Laagste minimum (°C)             | −54,1 | −54,3 | −51,8 | −42,8 | −29,1 | −8,7 | 0,8  | −2,6 | −13,6 | −34,4 | −49,5 | −55,5 | −55,5 |
|                                  |       |       |       |       |       |      |      |      |       |       |       |       |       |
| Neerslag (mm)                    | 32,0  | 28,6  | 28,9  | 30,1  | 30,9  | 54,4 | 47,8 | 69,6 | 54,4  | 61,4  | 44,1  | 42,4  | 524,6 |
| Bron: Climate and weather Igarka |       |       |       |       |       |      |      |      |       |       |       |       |       |

## Geschiedenis
Het gebied rond Igarka werd voor het eerst bezocht in de 17e eeuw tijdens de Tweede Kamtsjatka-expeditie door Fjodor Minin en Chariton Laptev.
Igarka werd in 1927 gesticht als houtzagerij en haven voor het houttransport en kreeg in 1931 de status van stad. De stad werd grotendeels gebouwd door Goelagdwangarbeiders. In 1941 werden er door hen een industrieel visbedrijf gebouwd en een haven voor het repareren van schepen aangelegd.

### Grote Noordelijke Magistraal

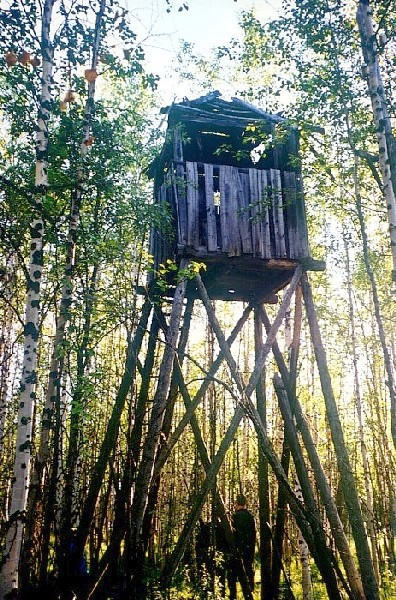
Wachttoren van een goelagkamp op ongeveer een uur vliegen van Toeroechansk ten oosten van de Jenisej. Onderdeel van "Projekt 503" van Stalin om een spoorweg door de toendra aan te leggen.
Coördinaten:

In 1949 besloot Stalin tot de aanleg van een spoorweg van Salechard (waar al een spoorlijn liep naar Moskou) naar Igarka over een lengte van 1300 kilometer, als onderdeel van een grootser plan om het Oeralgebied te verbinden met de Beringzee en daarmee Noord-Siberië te ontsluiten. Eerder was het plan geweest om de spoorlijn niet naar Igarka, maar naar Kaap Kamen in de Obboezem te leggen, maar na de opstanden in de Goelagkampen van Vorkoeta in 1948 liep het project vertraging op en kwam men, na 192 kilometer spoor te hebben aangelegd, tot het inzicht dat de haven die men er geprojecteerd had, nooit rendabel zou worden, waarop besloten werd de spoorlijn naar Igarka te verleggen. Bij Igarka zou daarbij een grote zeehaven moeten worden gebouwd.
De Jenisej had echter bij Igarka in 1949 in januari een waterafvoer van 4960 m³/sec en in juni van 75.000 m³/sec. De poolspoorweg was opgedeeld in twee projecten: Project Nr. 501 aan de Ob en Projekt Nr. 503 aan de Jenisej zouden naar elkaar toe werken. Hiervoor werden 100.000 tot 120.000 mensen, hoofdzakelijk Goelaggevangenen ingezet. De bouw was gevorderd tot 700 kilometer in totaal aan beide zijden toen Stalin kwam te overlijden en de plannen ineens veranderden. De atoomindustrie had de prioriteit gekregen en nadat het werk al was komen stil te liggen in 1953 werd de spoorlijn in 1954 officieel afgeblazen, waarbij een groot deel van het materieel werd achtergelaten. In totaal kostte de lijn destijds 4 miljard Roebel. De lijn zakt nu langzaam weg in de taiga.

### Bestuurlijke hervormingen
Op 14 november 2004 werd volgens een referendum door een meerderheid van de bevolking besloten dat de stad zou worden omgezet van een stad onder krajjurisdictie naar een stad met de status van gorodskoje poselenieje onder jurisdictie van het district Toeroechanski, hetgeen inging in 2006.
De stad heeft naast een haven ook een luchthaven.

## Demografie
Na de val van de Sovjet-Unie is het bevolkingsaantal meer dan gehalveerd.
| Ontwikkeling van het inwoneraantal |        |        |        |        |        |       |
| Jaar                               | 1939   | 1959   | 1970   | 1979   | 1989   | 2002  |
| Bevolking                          | 23.300 | 14.300 | 15.600 | 16.300 | 18.800 | 8.600 |